# Associazione Calcio Fiorentina 1928-1929
Questa voce raccoglie le informazioni riguardanti l'Associazione Calcio Fiorentina nelle competizioni ufficiali della stagione 1928-1929.

## Stagione

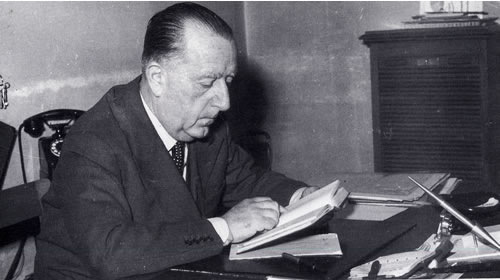
Il presidente Luigi Ridolfi.

La FIGC, all'inizio della stagione 1928-1929, modificò l'assetto del massimo campionato volendo formare un unico girone per l'anno successivo.

Trasformò perciò i due gironi di Divisione Nazionale aumentando gli organici da 22 a 32 squadre. Il nuovo regolamento campionati fu modificato in modo che le prime 8 squadre d'ogni girone avrebbero fatto parte della Serie A, le altre 6 la Serie B e le ultime due sarebbero retrocesse in Prima Divisione.
La Fiorentina in questa stagione arrivò ultima con soli 12 punti e 5 partite vinte, 26 reti fatte e 96 subite e sarebbe perciò dovuta retrocedere.
La squadra era sempre allenata da Csapkay, ma a lui si aggiunse l'ungherese Gyula Feldmann che gli rimase a fianco anche nella stagione successiva. Alla rosa dei giocatori si aggiunsero Meucci, Lucchetti e Chicchi.
Da dimenticare le sconfitta in casa con l'Ambrosiana (0-3), ma anche quelle esterne contro il Napoli (2-7) e contro la Juventus (0-11). A difendere la porta viola subentrò a stagione iniziata, dopo due partite, Mario Sernagiotto. La settimana dopo però disputò una notevole partita contro il Genova 1893, terza di campionato, con la Fiorentina che passò in vantaggio nel primo tempo con un gol di Pilati IV, ma il Genova 1893 riuscì a fare due gol negli ultimi tre minuti finali dell'incontro.
I tifosi fiorentini ritennero l'arbitro, Silo Galassi del Gruppo Arbitri "E.Canfari" di Torino, piuttosto parziale nei confronti della squadra ospite. La situazione diventò pericolosa a tal punto che i dirigenti della Fiorentina dovettero accompagnare il direttore di gara in macchina fino alla stazione ferroviari di Signa, dove fu comunque aggredito.
Il campo da gioco di Firenze venne così squalificato per una giornata. La settimana dopo perse ancora, stavolta contro il Napoli per 2-7, mentre la settimana ancora successiva ci fu un'altra sconfitta contro la Lazio per 0-4 sul campo neutro di Modena.
Fortunatamente per i viola, la FIGC decise di ritoccare lo schema definitivo dei nuovi tornei nazionali, e la squadra di Firenze venne così riammessa in Serie B.

## Rosa
| N. |                   | Ruolo | Calciatore         |
| -- | ----------------- | ----- | ------------------ |
|    | Italia (bandiera) | P     | Cesare Ciappi      |
|    | Italia (bandiera) | P     | Rodolfo Pieri      |
|    | Italia (bandiera) | P     | Mario Sernagiotto  |
|    | Italia (bandiera) | D     | Giovanni Borgato   |
|    | Italia (bandiera) | D     | Giovanni Checchi   |
|    | Italia (bandiera) | D     | Carlo Giacomelli   |
|    | Italia (bandiera) | D     | Curzio Longoni     |
|    | Italia (bandiera) | D     | Ernesto Romeo (I)  |
|    | Italia (bandiera) | D     | Duilio Segoni (I)  |
|    | Italia (bandiera) | D     | Giordano Sinibaldi |
|    | Italia (bandiera) | D     | Vittorio Staccione |
|    | Italia (bandiera) | C     | Carlo Baccani      |
|    | Italia (bandiera) | C     | Edgardo Bassi      |
|    | Italia (bandiera) | C     | Mario Bernetti     |
|    | Italia (bandiera) | C     | Athos Bertacchini  |
|    | Italia (bandiera) | C     | Adolfo Chiti       |

| N. |                   | Ruolo | Calciatore          |
| -- | ----------------- | ----- | ------------------- |
|    | Italia (bandiera) | C     | Bruno De Santis     |
|    | Italia (bandiera) | C     | Giuseppe Focosi     |
|    | Italia (bandiera) | C     | Mario Meucci        |
|    | Italia (bandiera) | C     | Aldo Nichele        |
|    | Italia (bandiera) | C     | Mario Paniati       |
|    | Italia (bandiera) | C     | Zelante Salvatorini |
|    | Italia (bandiera) | C     | Rodolfo Tommasi     |
|    | Italia (bandiera) | A     | Amalio Balzarini    |
|    | Italia (bandiera) | A     | Italo Bandini       |
|    | Italia (bandiera) | A     | Giuseppe Lombardi   |
|    | Italia (bandiera) | A     | Pilade Luchetti     |
|    | Italia (bandiera) | A     | Carlo Mazzacurati   |
|    | Italia (bandiera) | A     | Angelo Pilati (IV)  |
|    | Italia (bandiera) | A     | Secondo Pratesi     |
|    | Italia (bandiera) | A     | Raffaele Rivolo     |
|    | Italia (bandiera) | A     | Camillo Silingardi  |

## Calciomercato
| Acquisti | Acquisti                       | Acquisti           | Acquisti   |
| R.       | Nome                           | da                 | Modalità   |
| -------- | ------------------------------ | ------------------ | ---------- |
| C        | Athos Bertacchini              | SPAL               | definitivo |
| D        | Giovanni Borgato               | Bologna            | definitivo |
| D        | Giovanni Checchi               | Signe              | definitivo |
| C        | Adolfo Chiti                   | Fiorenza           | definitivo |
| D        | Carlo Giacomelli               | Pistoiese          | definitivo |
| A        | Pilade Luchetti                | Triestina          | definitivo |
| A        | Carlo Mazzacurati (calciatore) | Pisa               | definitivo |
| P        | Rodolfo Pieri]                 | Taranto            | definitivo |
| A        | Angelo Pilati                  | Bologna            | definitivo |
| A        | Camillo Silingardi             | Macerata           | definitivo |
| C        | Rodolfo Tommasi                | militare a Firenze | libero     |

| Cessioni | Cessioni         | Cessioni | Cessioni       |
| R.       | Nome             | a        | Modalità       |
| -------- | ---------------- | -------- | -------------- |
| C        | Primo Bay        | Novara   | definitivo     |
| D        | Enrico Calzolari | -        | lista gratuita |
| C        | Romeo Carmelo    | -        | lista gratuita |
| A        | Luigi Miconi     | Venezia  | svincolato     |
| C        | Dario Pratoverde | -        | lista gratuita |
| C        | Romeo (II)       | -        | lista gratuita |
| A        | Mario Scazzola   | -        | lista gratuita |

## Risultati

### Divisione Nazionale

#### Girone di andata
| Arbitro: | Barlassina (Novara) |

|  |           |                              |
|  | Marcatori | 55’, 63’ Blasevich 88’ Viani |

| Arbitro: | Melandri (Savona) |

|                                                                                  |           |  |
| Munerati 11’, 42’, 80’ Testa 35’, 69’ Galluzzi 37’, 78’, 80’ Vojak 38’, 53’, 60’ | Marcatori |  |

| Arbitro: | Galassi (Torino) |

|               |           |                         |
| A. Pilati 10’ | Marcatori | 86’ Burlando 89’ Parodi |

| Arbitro: | Rovida (Milano) |

|                                                            |           |                      |
| Ramello 30’, 56’ P. Ghisi 33’, 53’ Sallustro 37’, 39’, 61’ | Marcatori | 20’ Meucci 49’ Bassi |

| Arbitro: | Mastellari (Bologna) |

|  |           |                                          |
|  | Marcatori | 12’, 15’ Spivach 43’ Furlani 60’ Griggio |

| 4 novembre 1928 6ª giornata | Fiorentina | 0 – 2 Per rinuncia Fiorentina | Venezia |  |

| Arbitro: | Carraro (Padova) |

|                                  |           |                                      |
| Casanova 27’ Bottazzi 64’ (rig.) | Marcatori | 21’ Meucci 77’ A. Pilati 88’ Bandini |

| Arbitro: | Lenti (Genova) |

|                        |           |                       |
| Bandini 27’ Meucci 58’ | Marcatori | 3’, 62’, 69’ Schiavio |

| Arbitro: | Sani (Ferrara) |

|                                       |           |                 |
| E. Martin 24’, 31’ Guglielminotti 75’ | Marcatori | 15’ Bertacchini |

| Arbitro: | R. Barlassina (Novara) |

|  |           |                  |
|  | Marcatori | 49’ F. Innocenti |

| Arbitro: | Caironi (Milano) |

|                                       |           |                            |
| Mihalich 20’, 82’ Serdoz 33’ Host 42’ | Marcatori | 45’ Salvatorini 69’ Meucci |

| Arbitro: | Carraro (Padova) |

|                                |           |                    |
| Salvatorini 18’ Silingardi 35’ | Marcatori | 80’ (aut.) Borgato |

| Arbitro: | Mattea (Torino) |

|                                                 |           |  |
| Chitò 3’, 60’ Reggiani 17’, 38’ C. Barbieri 78’ | Marcatori |  |

| Arbitro: | U. Gama (Milano) |

|                |           |            |
| Silingardi 78’ | Marcatori | 35’ Bucchi |

| Arbitro: | Pessato (Monfalcone) |

|                                                    |           |  |
| C. Villa 10’, 80’ L. Bajardi 44’, 59’ Casalino 45’ | Marcatori |  |

#### Girone di ritorno
| Arbitro: | Galassi (Torino) |

|                             |           |  |
| Rivolta 23’ Meazza 61’, 76’ | Marcatori |  |

| Arbitro: | Caironi (Milano) |

|  |           |                                              |
|  | Marcatori | 10’ Munerati 29’ Sanero 63’, 77’ L. Cevenini |

| Arbitro: | Carraro (Padova) |

|                                                                 |           |  |
| G. Chiecchi 1’, 67’ Levratto 9’, 83’ Rosso 65’, 73’ Puerari 87’ | Marcatori |  |

| Arbitro: | Sani (Ferrara) |

|           |           |               |
| Bassi 63’ | Marcatori | 11’ Sallustro |

| Arbitro: | Pessato (Monfalcone) |

|                                             |           |             |
| Rier 11’ Spivach 25’, 60’, 89’ G. Lamon 75’ | Marcatori | 10’ Nichele |

| Arbitro: | D'Alessandro (Vercelli) |

|                                       |           |            |
| Ziroli 22’ Pantani 68’ Montesanto 84’ | Marcatori | 40’ Meucci |

| Arbitro: | Mattea (Torino) |

|                            |           |  |
| Meucci 16’ Bertacchini 88’ | Marcatori |  |

| Arbitro: | Melandri (Savona) |

|                                     |           |  |
| Perin 23’ Della Valle 57’ Baldi 75’ | Marcatori |  |

| Arbitro: | Turbiani (Ferrara) |

|                            |           |  |
| Bertacchini 55’ Rivolo 63’ | Marcatori |  |

| Arbitro: | U.Gama (Milano) |

|                              |           |  |
| Civinini 3’ F. Innocenti 60’ | Marcatori |  |

| Arbitro: | Lenti (Genova) |

|                                        |           |  |
| Bertacchini 30’ Bandini 54’ Meucci 60’ | Marcatori |  |

| Arbitro: | Ferro (Milano) |

|                                                             |           |  |
| O. Ravani 22’ Moroni 58’, 75’ Savelli 70’, 72’ Guanzini 76’ | Marcatori |  |

| Arbitro: | Rovida (Milano) |

|                        |           |                                  |
| Meucci 46’ Bandini 64’ | Marcatori | 72’, 81’ A. Prosperi 74’ Moretti |

| Arbitro: | Mastellari (Bologna) |

|                                        |           |  |
| Porta 29’ Tommasi 53’ Dalfini 60’, 69’ | Marcatori |  |

| Arbitro: | U. Gama (Milano) |

|  |           |               |
|  | Marcatori | 3’ L. Bajardi |

## Statistiche

### Statistiche dei giocatori
| Giocatore      | Prima Divisione | Prima Divisione |
| Giocatore      | Presenze        | Reti            |
| -------------- | --------------- | --------------- |
| C. Baccani     | 1               | 0               |
| A. Balzarini   | 2               | 0               |
| I. Bandini     | 12              | 4               |
| E. Bassi       | 13              | 2               |
| M. Bernetti    | 4               | 0               |
| A. Bertacchini | 13              | 5               |
| G. Borgato     | 15              | 0               |
| G. Checchi     | 4               | 0               |
| A. Chiti       | 1               | 0               |
| C. Ciappi      | 4               | 0               |
| B. De Santis   | 16              | 0               |
| G. Focosi      | 12              | 0               |
| C. Giacomelli  | 13              | 0               |
| G. Lombardi    | 1               | 0               |
| C. Longoni     | 3               | 0               |
| P. Luchetti    | 9               | 1               |
| C. Mazzacurati | 1               | 0               |
| M. Meucci      | 22              | 8               |
| A. Nichele     | 6               | 0               |
| M. Paniati     | 16              | 0               |
| R. Pieri       | 2               | 0               |
| A. Pilati (IV) | 15              | 2               |
| S. Pratesi     | 1               | 0               |
| R. Rivolo      | 16              | 1               |
| E. Romeo (I)   | 13              | 0               |
| Z. Salvatorini | 27              | 2               |
| D. Segoni (I)  | 4               | 0               |
| M. Sernagiotto | 23              | 0               |
| C. Silingardi  | 4               | 1               |
| G. Sinibaldi   | 13              | 0               |
| V. Staccione   | 25              | 0               |
| R. Tommasi     | 8               | 0               |